# Reine Pedersen
Kurt Reine Pedersen, född 22 september 1955, är en svensk tidigare handbollstränare och ledare, ofta kallad "Mr RIK".
I över 20 års tid var Pedersen tränare och/eller ledare i Redbergslids IK, bland annat huvudtränare och sportchef. Under Pedersens tid i klubben hade herrlaget den främsta perioden ett svenskt handbollslag haft någonsin. stark konkurrens med HK Drott under samma period. Som tränare bildade han ofta ett "radarpar" med Ola Lie. Sedan 1990-talet är han vd för familjeföretaget Interkakel.

## Tränarkarriär
Som 17-åring (1972/1973) började Reine Pedersen som ungdomsledare i IK Baltichov. Säsongen 1980/1981 kom han till Redbergslids IK från IK Baltichov och blev tränare för RIK:s juniorlag födda 1964. Laget innehöll, bland flera andra talanger, supertalangen Magnus Wislander.
1985 tog RIK sitt nionde SM-guld, men det första på 20 år, ledda av Ola Lie och Christer Lundin. Följande säsong, 1985/1986, tog Pedersen över som ensam huvudtränare. RIK vann både ligan och försvarade SM-titeln. Säsongen därefter återkom Lie till tränarstaben och anslöt till Pedersen. Pedersen och Lie blev ett "radarpar" under många år, utom ett uppehåll 1988–1992 då de båda höll sig borta från handbollen.
Säsongen 1992/1993 återkom Pedersen och Lie till RIK och blev efter vårens slutspel svenska mästare. Säsongen därefter tog sig RIK till SM-semifinal, men blev utslagna av IK Sävehof. Från 1995 till 2004 spelade RIK tio raka SM-finaler, varav sju slutade med SM-guld för RIK.
Våren 2005 blev Reine Pedersen avskedad som sportchef i Redbergslids IK.